# Гранбери
Гранбери (англ. Granbury) — город в США, расположенный в северной части штата Техас, административный центр округа Худ.
По данным переписи за 2010 год число жителей составляло 7978 человек, по оценке Бюро переписи США в 2016 году в городе проживало 9755 человек.

## История
В 1854 году в регион переехали две группы эмигрантов из Теннесси. Первую вели Томас Ламберт и Амон Бонд. Вторую составляло семейство Элизабет Крокетт, второй жены Дэви Крокетта, которым предоставили землю как внесшим вклад в победу в Техасской революции. В 1866 году братья Натт пожертвовали сорок акров земли около реки Бразос на создание города. Новый город получил название Гранбери в честь генерала армии Конфедерации, Хирама Гранбери, ведшего войска из региона города на гражданскую войну. В том же году из частей округов Джонсон и Эрат был основан округ Худ, названный так в честь другого генерала армии КША, Джона Худа. После трёх горячих выборов, город стал административным центром округа.
В 1871 году в Гранбери появились первая общественная школа и методистская церковь. В 1872 году город начал выпускать газету Vidette. Гранбери стал центром торговли северного Техаса, основной продукцией являются пеканы, арахис, персики, зерно и хлопок. В 1887 году в город пришла железная дорога Fort Worth and Rio Grande Railway.
В 1907 году юрист Финис Бейтс выпустил книгу «Побег и самоубийство Джона Уилкса Бута» (англ. The Escape and Suicide of John Wilkes Booth), в которой утверждал, что Джон Уликс Бут, убийца Авраама Линкольна, смог сбежать от полиции. Согласно Бейтсу, Бут поселился в Глен-Роузе, а затем переехал в Гранбери, где под псевдонимом Джон Сент-Хелен основал свой магазин. В 1878 году Сент-Хелен, тяжело заболев и считая, что он при смерти, заявил, что его настоящее имя Джон Уилкс Бут и что именно он убил Авраама Линкольна. Позже, оправившись от болезни Сент-Хелен также заявил, что организатором убийства был вице-президент Эндрю Джонсон, что полиция на самом деле пристрелила надсмотрщика за плантацией Радди, который незадолго до этого завладел документами Бута. Несмотря на то, что Бейтс утверждал, что он не поверил Сент-Хелену, он сообщил о разговоре в государственный департамент США, ФБР, а также безуспешно попытался получить награду в 100 тысяч долларов за информацию об убийстве Линкольна.
В 1969 году через реку Бразос к юго-востоку от Гранбери была построена дамба, образовавшая водохранилище Гранбери (англ. Lake Gransbury). В 1980-х годах была построена ядерная электростанция Команчи-Пик, способствовавшая росту количества работ в регионе.
15 мая 2013 года через город прошёл смерч класса EF4 по улучшенной шкале Фудзиты. В Гранбери погибло 6 человек, 48 обратились за помощью в местный госпиталь. Было повреждено не менее 100 домов.

## География
Гранбери находится в центральной части округа, его координаты: 32°25′54″ с. ш. 97°47′42″ з. д..
Согласно данным бюро переписи США, площадь города составляет около 35,3 км2, из которых 33,4 км2 занято сушей, а чуть менее 2 км2 — водная поверхность.

### Климат
Согласно классификации климатов Кёппена, в Гранбери преобладает влажный субтропический климат (Cfa).
| Показатель                    | Янв. | Фев. | Март | Апр. | Май  | Июнь | Июль | Авг. | Сен. | Окт. | Нояб. | Дек. | Год  |
| ----------------------------- | ---- | ---- | ---- | ---- | ---- | ---- | ---- | ---- | ---- | ---- | ----- | ---- | ---- |
| Абсолютный максимум, °C       | 17,5 | 22,2 | 24,9 | 28,2 | 33,8 | 36,4 | 40,2 | 39,7 | 35,7 | 30,1 | 24,2  | 16,9 | 40,2 |
| Средний суточный максимум, °C | 13,7 | 15,9 | 20,1 | 24,9 | 28,4 | 32,6 | 35,1 | 35,6 | 31,3 | 25,8 | 19,4  | 13,8 | 24,7 |
| Средняя температура, °C       | 6,3  | 8,7  | 13   | 17,9 | 22,3 | 26,6 | 28,6 | 28,8 | 24,6 | 18,6 | 12,6  | 6,7  | 17,9 |
| Средний суточный минимум, °C  | −1,1 | 1,4  | 5,9  | 10,8 | 16,3 | 20,5 | 22,2 | 22   | 17,8 | 11,4 | 5,7   | −0,4 | 11,1 |
| Абсолютный минимум, °C        | −6,1 | −3,5 | 2    | 5,7  | 11,7 | 16   | 20,2 | 17,8 | 13,2 | 6    | 0,2   | −7,2 | −7,2 |
| Норма осадков, мм             | 30   | 45   | 56   | 62   | 115  | 91   | 55   | 59   | 92   | 96   | 48    | 46   | 796  |
| Источник: weatherbase.com     |      |      |      |      |      |      |      |      |      |      |       |      |      |

## Население
Согласно переписи населения 2010 года в городе проживало 7978 человек, было 3559 домохозяйств и 1927 семей. Расовый состав города: 93,7 % — белые, 0,7 % — афроамериканцы, 0,7 % — коренные жители США, 1,1 % — азиаты, 0,0 % (1 человек) — жители Гавайев или Океании, 2,1 % — другие расы, 1,6 % — две и более расы. Число испаноязычных жителей любых рас составило 8,6 %.
Из 3559 домохозяйств, в 23,5 % живут дети младше 18 лет. 40,9 % домохозяйств представляли собой совместно проживающие супружеские пары (12,7 % с детьми младше 18 лет), в 9,7 % домохозяйств женщины проживали без мужей, в 3,5 % домохозяйств мужчины проживали без жён, 45,9 % домохозяйств не являлись семьями. В 40,7 % домохозяйств проживал только один человек, 22 % составляли одинокие пожилые люди (старше 65 лет). Средний размер домохозяйства составлял 2,05. Средний размер семьи — 2,75 человека.
Население города по возрастному диапазону распределилось следующим образом: 21,2 % — жители младше 20 лет, 23,4 % находятся в возрасте от 20 до 39, 29,9 % — от 40 до 64, 25,7 % — 65 лет и старше. Средний возраст составляет 45,4 года.
Согласно данным опросов пяти лет с 2011 по 2015 годы, средний доход домохозяйства в Гранбери составляет 45 606 долларов США в год, средний доход семьи — 62 384 доллара. Доход на душу населения в городе составляет 29 828 долларов. Около 6,8 % семей и 9,3 % населения находятся за чертой бедности. В том числе 13,8 % в возрасте до 18 лет и 6,6 % в возрасте 65 и старше.

## Местное управление

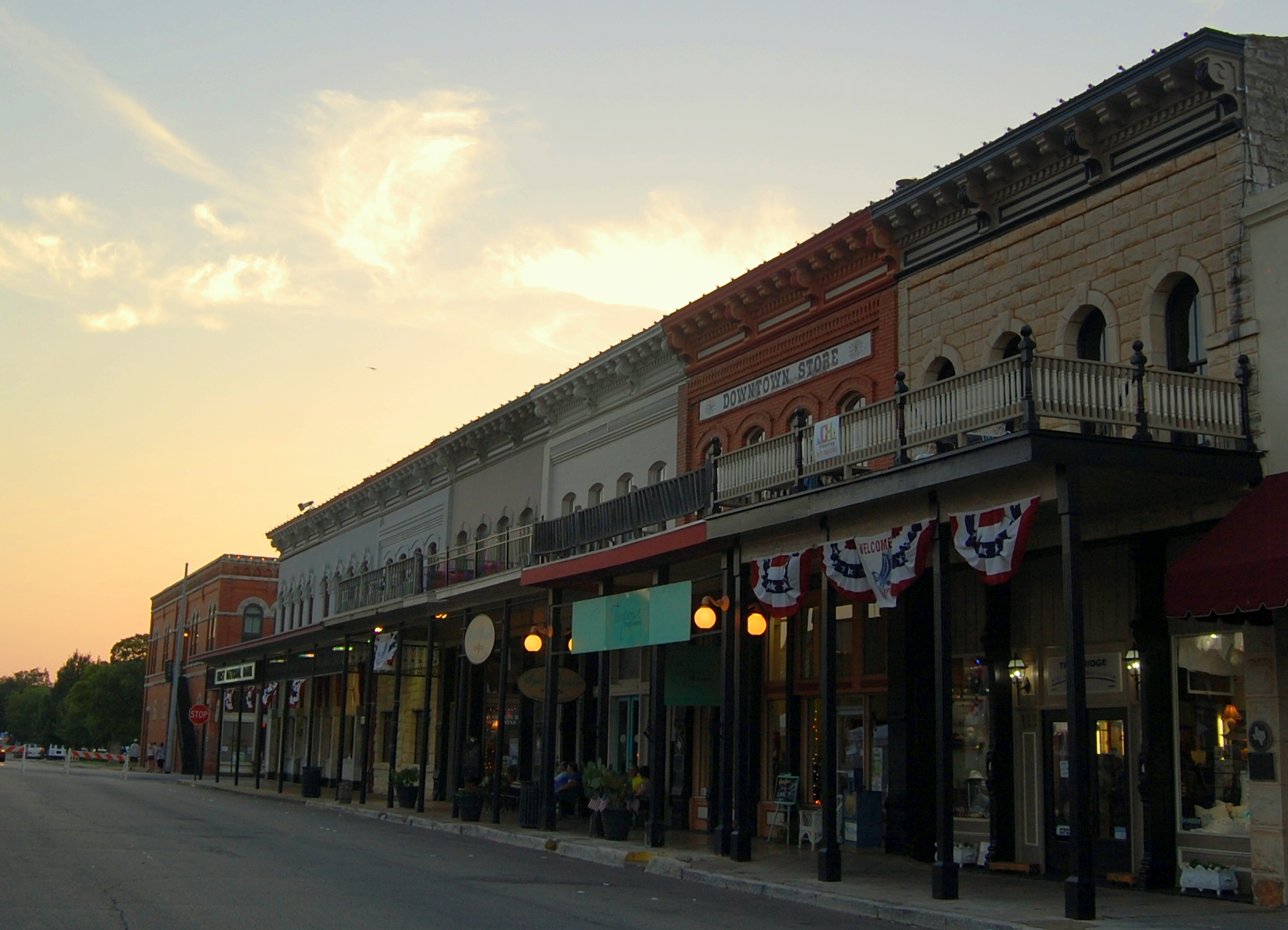
Центральная площадь города

Управление городом осуществляется мэром и городским советом, состоящим из пяти человек. Каждый член совета, как и мэр, избирается всем городом на три года. Городской совет выбирает заместителя мэра из своих членов.
Другими важными должностями, на которые происходит наём сотрудников, являются:
- Сити-менеджер

- Заместитель сити-менеджера

- Финансовый директор
- Шеф полиции
- Начальник отдела общественных работ
- Городской секретарь
- Начальник департамента парков и отдыха
- Директор развития города
- Начальник отдела информационных технологий
- Глава аэропорта
- Муниципальный судья

## Инфраструктура и транспорт
Основными автомагистралями, проходящими через Гранбери, являются:
- автомагистраль 377 США идёт на северо-восток к Форт-Уэрту и на юго-запад к городу Стивенвилл
- автомагистраль 144 штата Техас начинается в Гранбери и идёт на юг к городу Глен-Роуз

В городе располагается региональный аэропорт Гранбери. Аэропорт располагает одной взлётно-посадочной полосой длиной 1098 метров. Ближайшими аэропортами, выполняющими коммерческие рейсы, являются аэропорты Даллас/Форт-Уэрт и Даллас/Лав-Филд. Аэропорты находятся примерно в 105 и 125 километрах к северо-востоку от Гранбери соответственно.

## Образование
Город обслуживается независимым школьным округом Гранбери. Также в городе работает школа-интернат Happy Hill Farm Academy.

## Экономика

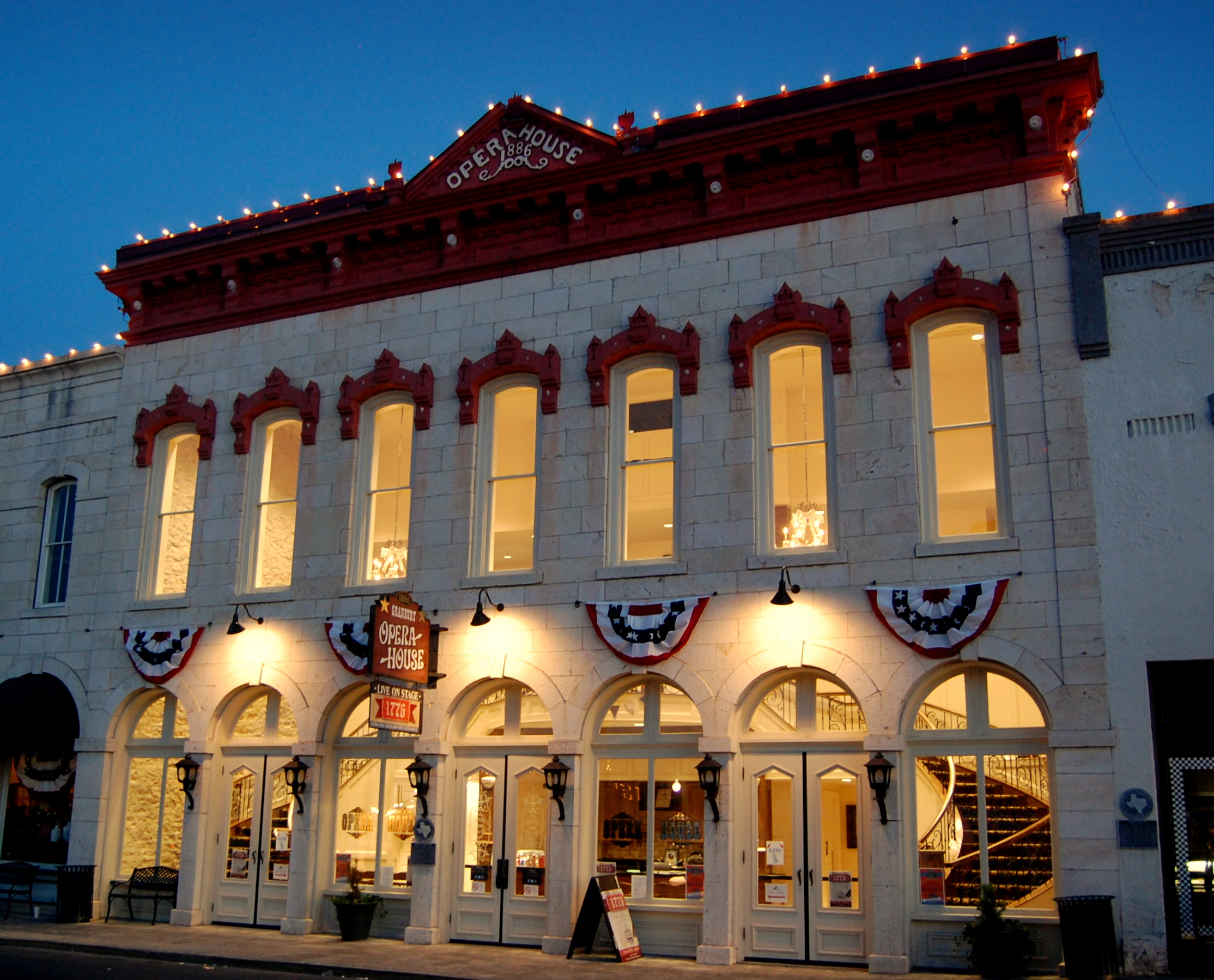
Старое здание оперы Гранбери, украшенное в патриотические цвета в честь дня независимости, во время фестиваля 2014 года

Согласно финансовому отчёту города за 2016 финансовый год, Гранбери владел активами на $132,64 млн, долговые обязательства города составляли $80,85 млн. Доходы города в 2016 году составили $38,76 млн, а расходы — $38,11 млн.
Основными работодателями в городе являются:
| Работодатель                        | Число работников |
| ----------------------------------- | ---------------- |
| Независимый школьный округ Гранбери | 1030             |
| Медицинский центр Lake Granbury     | 577              |
| Walmart                             | 400              |
| Округ Худ                           | 364              |
| H-E-B                               | 244              |
| Kroger                              | 181              |
| Город Гранбери                      | 162              |
| United Cooperative Svc              | 155              |
| Granbury Care Center                | 131              |
| Total Equipment & Service           | 58               |

## Отдых и развлечения
В городе насчитывается чуть меньше 40 исторических зданий, большинство которых находится на площади здания суда. Наиболее популярными у туристов являются старое здание оперы, построенное в 1886 году и старое кирпичное здание станции, в котором находится генеалогический музей.
Каждый год в Гранбери проходит парад в честь дня независимости, ярмарка и соревнования по приготовлению бобов.

## Фотогалерея

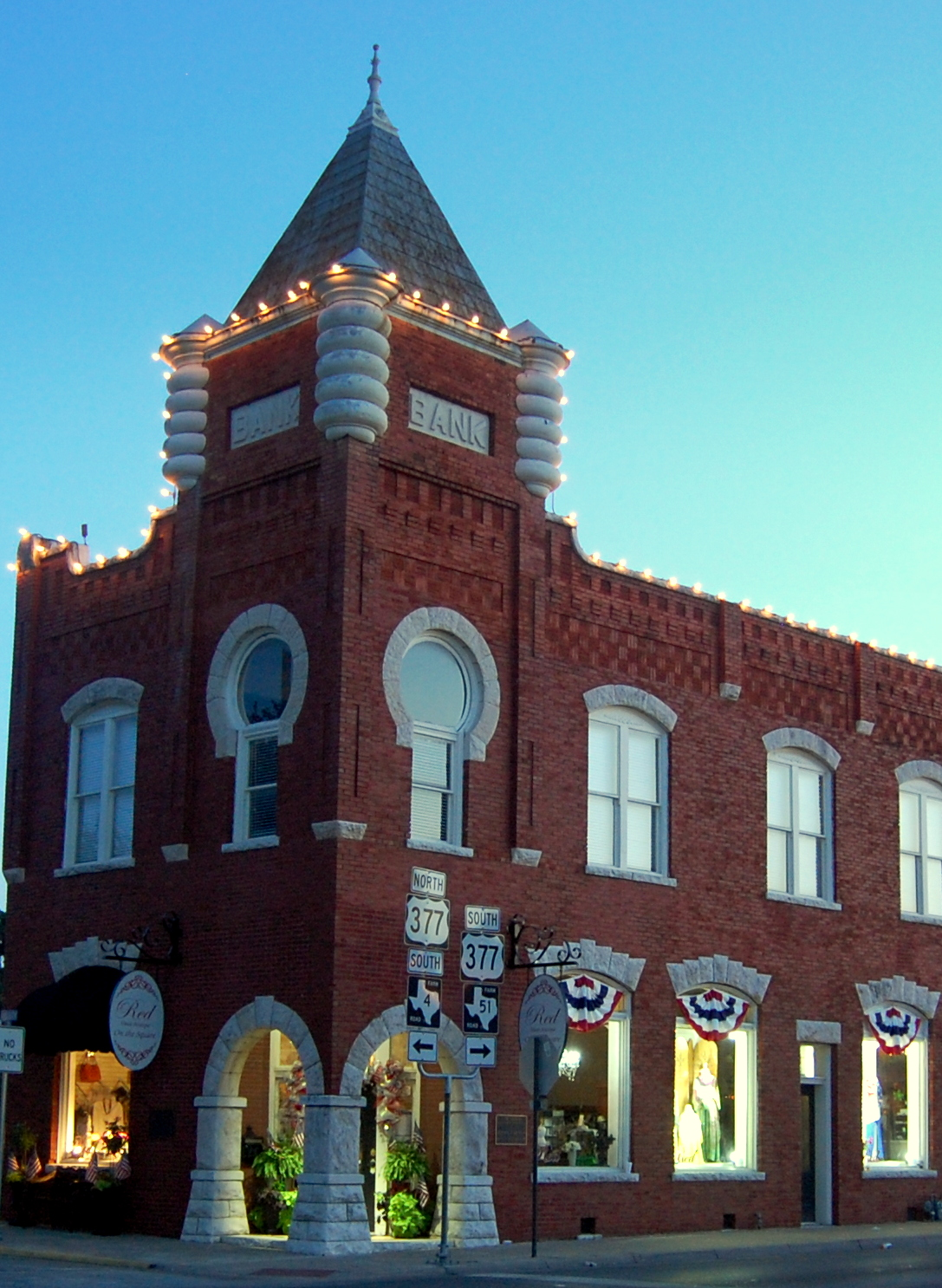
Здание банка Texas State Bank в Гранбери
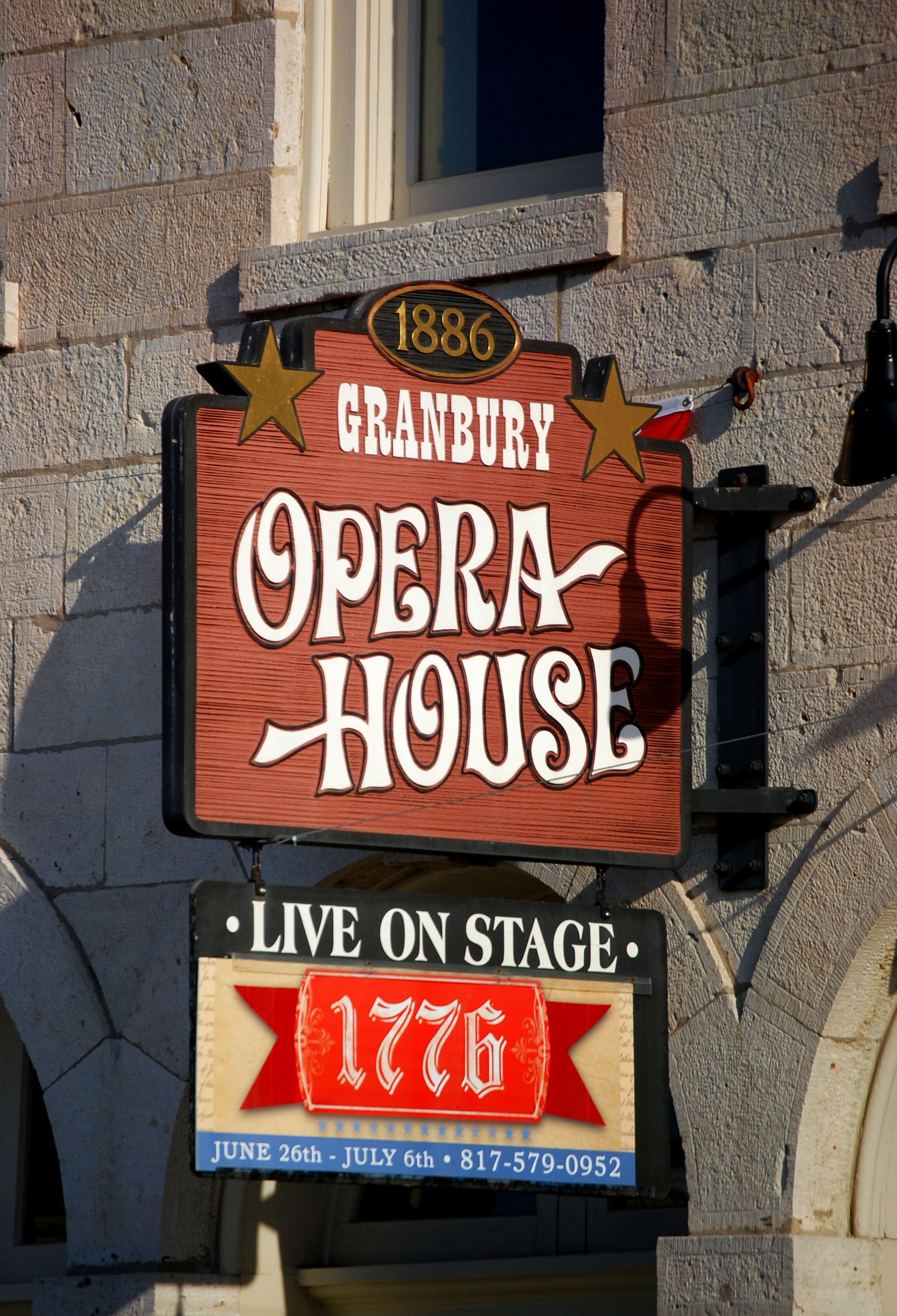
Вывеска дома оперы
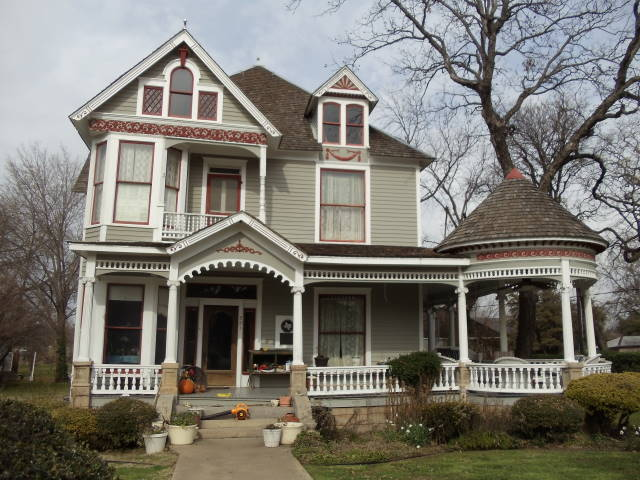
Исторический дом Эштона
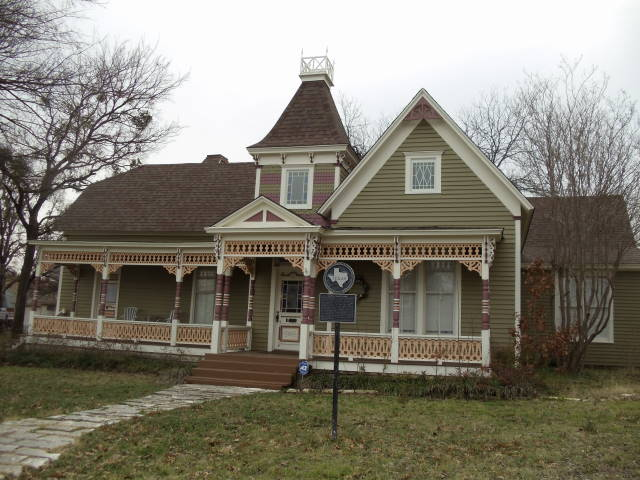
Исторический дом Дэниел-Харриса
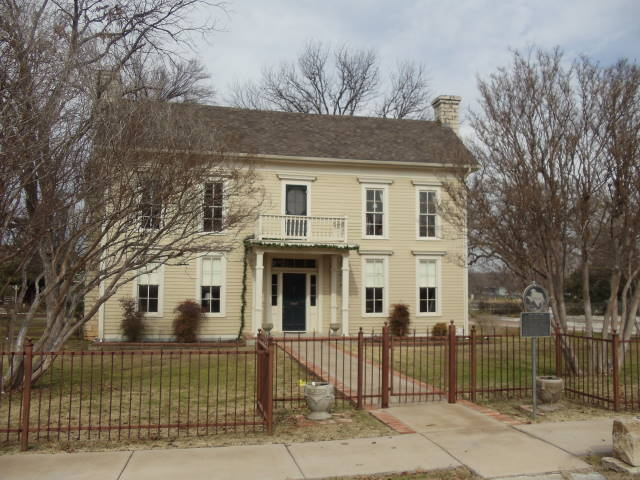
Дом Дэвида Натта
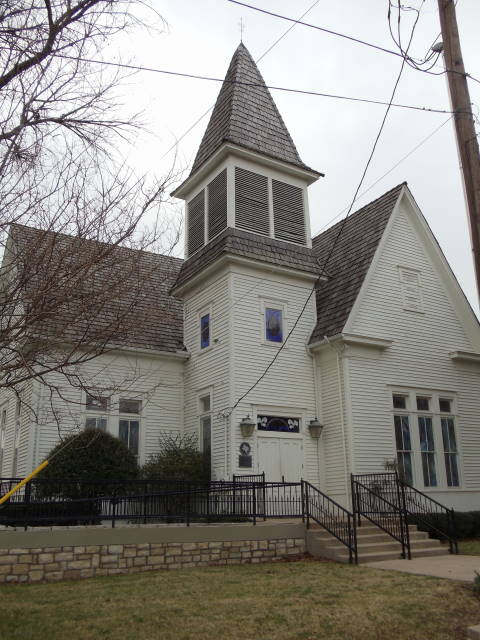
Первая пресвитерианская церковь Гранбери
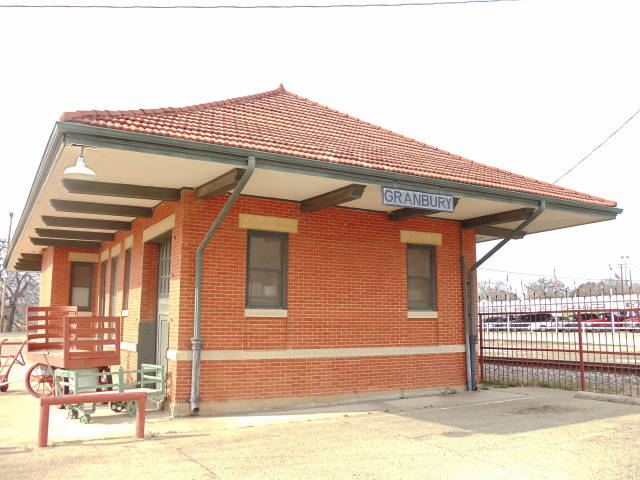
Железнодорожная станция Гранбери
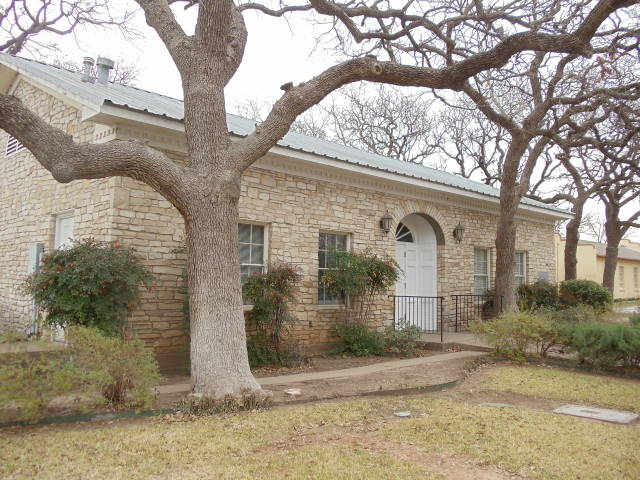
Библиотека округа Худ
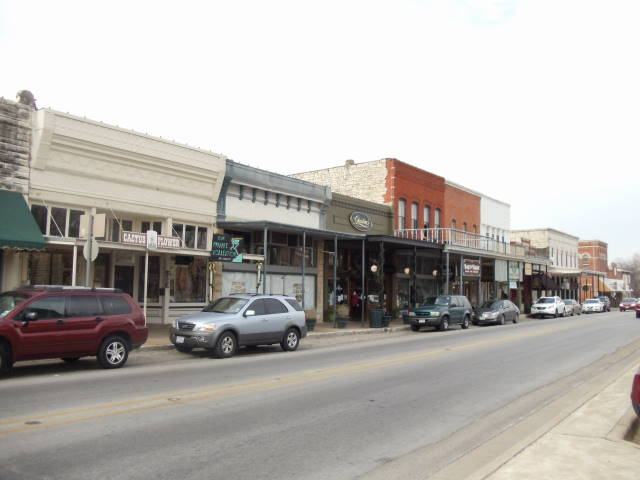
Городская площадь
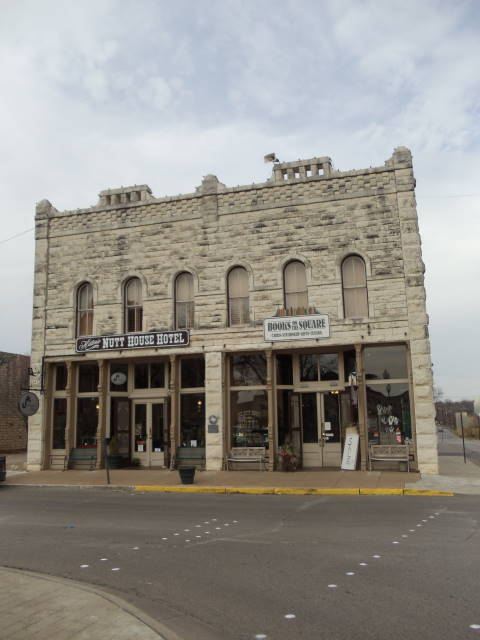
Дом Натта